# Fédération française de karaté
Pour les articles homonymes, voir FFK.
La Fédération française de karaté (FFK) est une association française loi de 1901 fondée en 1975 sous le nom de Fédération Française de Karaté et Arts Martiaux Affinitaires (FFKAMA). C’est la seule fédération de karaté reconnue par la France.
Son rôle principal est d’organiser, de contrôler et de développer la pratique du karaté, des arts martiaux vietnamiens et de diverses disciplines associées sur le territoire français, d'organiser les compétitions nationales et internationales et de délivrer les grades. En tant que fédération délégataire, du ministère chargé des sports, elle est également chargée de toutes les missions de service public en rapport avec ses disciplines et notamment le suivi des athlètes, la lutte contre le dopage ou encore l'intégration sociale et citoyenne.

## Histoire
En 1975, la Fédération Française de Karaté et Arts Martiaux Affinitaires (FFKAMA) prend son indépendance de la Fédération Française de Judo.
En 2005, la FFKAMA change de dénomination et devient la Fédération Française de Karaté et Disciplines Associées (FFKDA).
En septembre 2017, la FFKDA raccourcit son nom pour devenir la Fédération Française de Karaté (FFK).

## Historique des dirigeants
Liste des présidents de la FFK
- 1975-1998 : Jacques Delcourt
- 1998-2001 : Gérard Garçon
- 2001-2024 : Francis Didier
- depuis 2024 : Bruno Verfaillie[7]

## Identité visuelle
Lors de la simplification de son nom en septembre 2017, la Fédération française de karaté (FFK) adopte une nouvelle identité visuelle, basée sur l'emblème historique du poing. Les disciplines associées sont désormais valorisées par une identité visuelle propre: le jaune pour les arts martiaux vietnamiens, le bleu clair pour le krav-maga, le rouge de chine pour le wushu, le violet pour les arts martiaux du Sud-Est asiatique et l'orange pour le Yoseikan Budo.

Logo de la FFKDA de 2006 à septembre 2017
Logo de la FFK depuis septembre 2017

## Conseil d'administration
À sa création en 1975, Jacques Delcourt est élu Président de la fédération. Durant son mandat, il y développe la discipline sur le plan national durant près de 22 ans. Gérard Garson lui succède entre 1998 à 2001.
La fédération est présidée de 2001 à 2024 par Francis Didier, ancien karatéka remplaçant dans l'équipe qui a remporté en 1972 le titre de champion du monde en kumite. Bruno Verfaillie lui succède en 2024.

## Compétitions
Derrière le Japon, la France est la deuxième meilleure nation mondiale depuis l'instauration des rencontres planétaires en 1970. Elle a remporté 38 titres mondiaux toutes catégories confondues dont 6 pour l'épreuve reine par équipe. Elle devance l'Angleterre, l'Espagne et l'Italie qui ont remporté respectivement 28, 19 et 12 titres mondiaux au cours de ces 40 dernières années.

## Communication
La Fédération éditait un magazine bimestriel appelé Officiel Karaté Magazine de 2001 à novembre 2016. Ce magazine est passé en version numérique dénommée "Le Mag'" jusqu'en mai 2019, tous les articles sont maintenant intégrés au site officiel www.ffkarate.fr.
La FFK possède un site internet www.ffkarate.fr et une Web TV via sa chaîne YouTube où l'on peut retrouver de nombreuses vidéos de karaté et de disciplines associées. Elle est présente sur les réseaux sociaux Facebook, Twitter, Instagram, Dailymotion, Youtube, TikTok...

## Disciplines
La Fédération Française de Karaté est la seule fédération reconnue par l'État pour encadrer et développer les disciplines suivantes :

### Karaté
- Karaté Do, tous les styles ; notamment le Shōtōkan-ryū, le Wadō-ryū, le Kyokushinkai, le Shitō-ryū, le Gōjū-ryū, le Uechi-ryū le shotokaï, le shukokaï, le shorinji ryu, l'okinawa shorin-ryu et le kempo
- Karaté Jutsu : Aito, Body K, K Defense Training, K martial, Kempo, Nihon Taï Jitsu, Nunchaku, Shidokan, Takeda Budo, Taï Jitsu, Nanbudo

### Disciplines associées

#### Liste alphabétique
- Arts martiaux du Sud-Est Asiatique
  - Bando (Birmanie)
  - Kali Eskrima
  - Pencak-Silat (Indonésie)
- Arts martiaux vietnamiens
  - Arts martiaux vietnamiens traditionnels
  - Qwan Ki Do (Quan Khi Dao)
  - Vovinam Viet Vo Dao
  - Yi-King Do - Việt Nam Thái Cực Quyền
- Body Karaté
- Full Contact / Karaté Contact
- Jeetkïdo-kaïkan
- Karaté Mix
- Krav Maga
- Nihon tai jitsu
- Shorinji Kempo Seïgido Ryu
- Wushu / Arts martiaux chinois
- Yoseikan Budo

## Grades
L'article L. 212-5 du Code du sport prévoit que « Dans les disciplines sportives relevant des arts martiaux, nul ne peut se prévaloir d'un dan ou d'un grade équivalent sanctionnant les qualités sportives et les connaissances techniques et, le cas échéant, les performances en compétition s'il n'a pas été délivré par la commission spécialisée des dans et grades équivalents de la fédération délégataire ou, à défaut, de la fédération agréée consacrée exclusivement aux arts martiaux ».

## Polémiques et affaires judiciaires
Lors de sa présidence, Francis Didier est l'objet de plusieurs enquêtes de la part de la justice, concernant sa gouvernance et les avantages qu'il a obtenus en tant que président, dont plusieurs ont débouché sur des condamnations :
- Le 17 septembre 2010, il est condamné par la 11e chambre correctionnelle du Tribunal judiciaire de Paris pour prise illégale d’intérêt[10].
- En 2014 et 2015, la FFKDA est contrainte de payer 190 000 euros de redressement à l’Union de Recouvrement des cotisations de Sécurité Sociale et d'Allocations Familiales et 134 000 euros de redressement au fisc pour des manquements variés, dont des avantages en nature non déclarés comme tels, dont bénéficiait Francis Didier[11].
- Francis Didier a fait l'objet d'un redressement à titre personnel de 70 000 euros par le fisc, pour ne pas avoir déclaré les avantages en nature dont il a bénéficié pendant plusieurs années[12].

Francis Didier a également fait l'objet de deux plaintes pour violence, l'une sur une élue fédérale en juin 2024 et l'autre sur un entraineur du Rhône en décembre 2024. Il est également mis en cause avec la direction de la FFK dans l'absence d'assistance à une jeune athlète victime de violences sexuelles en 2023 et 2024 . En outre, il est accusé d'utiliser les grades pour récompenser ses soutiens au mépris des règles du Code du Sport.
Selon Le Monde, un climat délétère règne au sein de la fédération depuis fin janvier 2023, lorsque Francis Didier, à la tête de la fédération depuis 2001, a été contesté par les membres du bureau exécutif. Parallèlement, au sein de la Fédération, des témoignages de victimes d’agressions physiques et de violences sexistes et sexuelles se multiplient depuis plusieurs mois.
Les élections pour la succession du président Francis Didier qui se sont tenues en 2024 sont mises en cause du fait de graves irrégularité pointées par le Comité National Olympique Français (CNOSF). Celles-ci sont notamment liées à des actes d'intimidation, de pression, de favoritisme exercés par la gouvernance de la FFKDA en faveur du candidat Bruno Verfaillie, proche de Francis Didier et contre son adversaire Gilles Cherdieu. Le CNOSF demande l'annulation et la tenue rapide de nouvelles élections avec une nouvelle période campagne.
Le 25 mars 2025, la proposition du Comité national olympique et sportif français est refusée par le biais d'un communiqué du président Bruno Verfaillie aux licenciés. Suite à cela, une procédure au civil est initié par Gilles Cherdieu concernant les irrégularités de l'élection pointées par le CNOSF.
La Brigade de Répression de la Corruption et de la Fraude Fiscale (BRCFF) est saisie d'une enquête ouverte par le parquet de Nanterre pour des faits de corruption, trafic d'influence, faux et usurpation de titres suite à une plainte contre X déposée le 4 décembre 2024, par treize licenciés de la Fédération française de karaté, dont la plupart ont exercé, ou exercent encore, des postes à responsabilités (membres du conseil d'administration, présidents de ligue régionale, ancien trésorier...) pour des soupçons de corruption passive et de trafic d’influence passif, de faux et usurpation de titres au sein de la fédération,,.
La Ministre des Sports Marie Barsaq est interpellée deux fois lors séances de questions au Sénat au sujet des dérives graves au sein de la FFK et ses organes déconcentrés et des soupçons de corruption, une première fois par Gilbert-Luc Devinaz (Sénateur du Rhône) le 8 avril 2025 et par Michel Savin (Sénateur de l'Isère) le 30 avril 2025. Elle y qualifie la décision de Bruno Verfaillie de refuser la recommandation du CNOSF concernant son élection de "mauvaise décision" et annonce envisager un éventuel retrait de l'agrément ministériel pour la FFK.
La commissaire aux comptes de la fédération lance au cours de l'été 2025 une procédure d'alerte préalable à une cessation de paiements due à un déficit important qui semble être lié aux élections présidentielles de 2024, remises en cause par le CNOSF. A l'origine de cette alerte, il y a un déficit de 1,35 millions d'euros lors de la saison 2023-2024 qui continue de se creuser lors de la saison 2024-2025 et engendre des problèmes de trésorerie conséquents, menaçant le paiement des salaires notamment.